# 巴彦淖尔天吉泰机场
巴彦淖尔天吉泰机场位于中華人民共和國内蒙古自治区巴彦淖尔市五原县天吉泰镇，距市区临河区约33公里。该机场有3个停机位，2条登机桥。机场跑道长2,600米，可满足波音737-800以及空中客车A320以下的机型。2023年，天吉泰机场完成旅客运输36.1万人次，货邮运输540.1吨。

## 航点
| 航空公司           | 目的地                         |
| ------------------ | ------------------------------ |
| 中国国际航空（CA） | 北京/首都、北京/大兴、呼和浩特 |
| 中国南方航空（CZ） | 郑州、广州                     |
| 成都航空（EU）     | 成都/天府、通辽、乌兰浩特      |
| 天津航空（GS）     | 海拉尔、西安、赤峰、大连       |
| 华夏航空（G5）     | 重庆、赤峰                     |
| 吉祥航空（HO）     | 郑州、上海/浦东                |

## 交通

### 自驾
国道110和G6京藏高速经过机场。

### 机场大巴
大巴依据航班时刻发车，线路为华威国际酒店-天吉泰机场，票价15元。

## 注脚
1. ↑   (PDF). 中国民用航空局. 2024-03-20  [2024-03-21]. （原始内容存档 (PDF)于2024-03-20）.